# Gunnel Sahlin

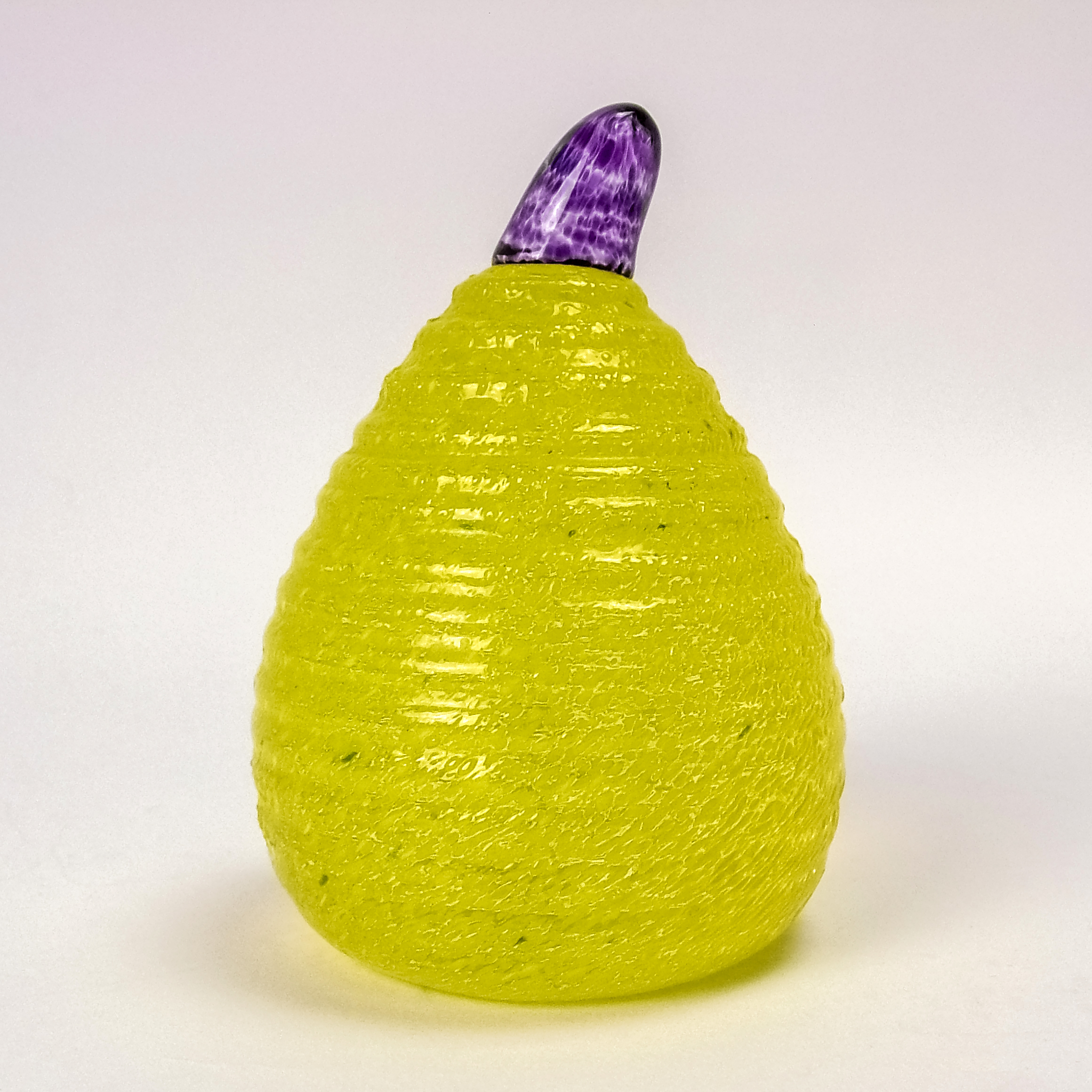
Glas skulptur citron i serien Frutteria för Kosta Boda 1989.

Gunnel Sahlin, född 1954 i Umeå, Västerbotten, är en svensk glaskonstnär och konstprofessor. 
Sahlin studerade sömnad och vävning i Umeå innan hon åren 1979–1983 utbildade sig till textilkonstnär vid Konstfack i Stockholm. Åren 1984–1986 arbetade hon för Katja of Sweden, och knöts därefter till glasbrukskoncernen Kosta Boda. Från 1990 var hon verksam som glasformgivare vid Åfors glasbruk, där hon komponerade serviser inspirerade av växter, frukter och musik, som till exempel Frutteria (1989). Från 2006 har Sahlin verkat som frilans, bland annat för Ikea.
Parallellt med formgivandet var Sahlin åren 1999–2004 professor vid Konstfack med inriktning på glas.  

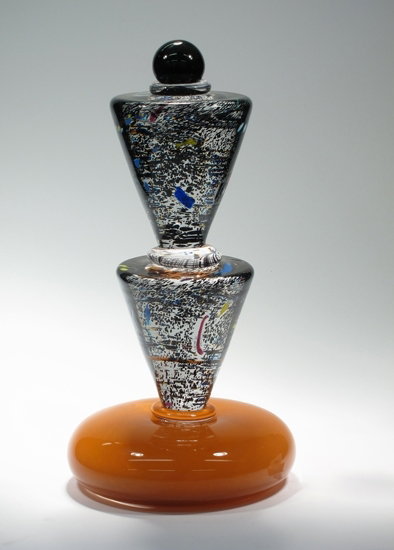
Glasskulpturen Boogie för Kosta Boda 1989

Sahlin har mottagit flera utmärkelser, bland andra Utmärkt Svensk Form, och finns representerad vid Nationalmuseum i Stockholm.